# Повітрянодесантний корпус
Повітрянодеса́нтний ко́рпус (пдк) — загальновійськове оперативно-тактичне об'єднання повітрянодесантних військ армій деяких держав за часів Другої світової війни та післявоєнний час. Призначений для виконання важливих оперативно-тактичних завдань в тилу противника.

## СРСР

### Історія створення
Перші п'ять повітрянодесантних корпусів (кожний чисельністю близько 10 000 чол.) у Червоній армії почали формуватися у квітні 1941. Корпуси складалися з 3-х повітрянодесантних бригад і корпусних частин. Для десантування особового складу та бойової техніки пдк надавалися частині військово-транспортної авіації. Повітрянодесантні корпуси мали високу бойову міць, мобільність й могли самостійно вирішувати тактичні й деякі оперативні завдання.
У перші дні німецько-радянської війни пдк використалися як стрілецькі з'єднання в складі фронтів у Прибалтиці, Білорусі й Україні. У серпні 1941 вони були передані в резерв Ставки ВГК. Укомплектовані в основному добровольцями, ці корпуси використовувалися на найважливіших напрямках. На початку 1942 4-й пдк був десантований у районі Вязьми з метою сприяння військам Калінінського й Західного фронтів у розгромі в'яземсько-ржевсько-юхновського угруповання противника.
Восени повітрянодесантний корпус були реорганізовані в повітрянодесантні дивізії.

### Організаційно-штатна структура та озброєння пдк
З квітня 1941 року до організаційно-штатної структури корпусу входили: штаб, три повітрянодесантні бригади, артилерійський дивізіон, танковий батальйон (48 легких танків) та підрозділи забезпечення.
На озброєнні корпусів перебувало стрілецьке озброєння РККА «загальнопіхотних» зразків (проте насиченість автоматичною зброєю з початку війни в частинах повітрянодесантних військ значно перевищувало піхотну), 50- і 82-мм міномети, 45-мм протитанкові і 76-мм гірські гармати, ранцеві вогнемети і плаваючі танки Т-38, Т-40. Ні танки, ні артилерійські гармати в десантних операціях радянських ПДВ не застосовувалися, а в 1942 були і зовсім зняті з озброєння корпусів, в яких залишилися лише три мінометні дивізіони.

### Участь повітрянодесантних корпусів у бойових діях на початковому періоді німецько-радянської війни
| Найменування пдк              | Сформовано   | Участь у бойових діях           | Участь у бойових діях                    | Участь у бойових діях              | Подальша доля корпусу                               |
| Найменування пдк              | Сформовано   | Термін                          | Фронт / армія                            | Бригади                            | Подальша доля корпусу                               |
| ----------------------------- | ------------ | ------------------------------- | ---------------------------------------- | ---------------------------------- | --------------------------------------------------- |
| 1-й повітрянодесантний корпус | квітень 1941 | 2 липня — 14 вересня 1941       | Південно-Західний фронт / 37 А           | 1, 204, 211                        | 2 серпня 1942 переформований на 37-му гв.сд         |
| 2-й повітрянодесантний корпус | квітень 1941 | 11 липня — 14 вересня 1941      | Південно-Західний фронт / 37 А, 40 А     | 2, 3, 4                            | Розгромлений. Решта військ на формування 2 пдк (ІІ) |
| 3-й повітрянодесантний корпус | квітень 1941 | 11 липня — 6 листопада 1941     | Південно-Західний фронт / 37 А           | 5, 6, 212                          | 6 листопада 1941 переформований на 87-му сд (II)    |
| 4-й повітрянодесантний корпус | квітень 1941 | 22 червня 1941 — 25 червня 1942 | Західний фронт / 4 А, 13 А               | 8, 214, 7-ма, (з 01.42 — 9)        | 2 серпня 1942 переформований на 38-му гв.сд         |
| 5-й повітрянодесантний корпус | квітень 1941 | 22 червня 1941 — 29 січня 1942  | Північно-Західний фронт / 11 А, 1 гв.оск | 10, 201-ша, 9-та, (з 01.42 — 7-ма) | 2 серпня 1942 переформований на 39-ту гв.сд         |

Примітка: Повітрянодесантні корпуси, окрім 2-го і 3-го, мали, по суті, лише по 1-му формуванню, хоча прийнято вважати, що їх було по 2. Фактично кожен один і той же корпус дав початок 2 різним дивізіям і в різний період. 15 корпусів (6—10-й 1-го формування, 1—10-й 2-го формування) в боях участі не брали (за винятком окремих їх підрозділів) участь і були переформовані на гвардійські стрілецькі і повітрянодесантні дивізії. З них 2-й, 3-й корпуси 2-го формування і 6—10-й 1-го формування були створені 5 грудня 1941, решта — 2 серпня 1942. Номери бригад, що входили до складу 1—5-го корпусів 1-го і 2-го формувань, не змінювалися, за винятком 4-го, 5-го корпусів. Останні корпуси, мали такі бригади:
- 10-й: 23, 24, 25-ту.

## Третій Рейх

### Організаційно-штатна структура пдк
В армії нацистської Німеччини пдк складалися з парашутно-десантних і посадочно-десантних дивізій, штурмового планерного полку, бойової авіаційної групи, частин транспортної авіації, зенітно-кулеметного батальйону й підрозділів обслуговування.

## США

### Історія створення
В армії США пдк у роки 2-ї світової війни створювався тільки на певний період для об'єднання бойових дій повітрянодесантних дивізій на різних театрах воєнних дій і керівництва ними. На Європейському театрі воєнних дій англо-американські пдк у складі двох дивізій десантувався в ході проведення Рейнської повітрянодесантної операції 1945.

## Китай

### Історія створення
У 1961 році до складу ПДВ, які входять до складу ВПС Китаю, був переданий 15-й армійський корпус сухопутних військ, що пізніше став 15-м повітрянодесантним. Відповідно в повітрянодесантні дивізії були перетворені піхотні дивізії, що входили до його складу. У 15-й повітрянодесантний корпус увійшла і раніше сформована повітрянодесантна дивізія.
Протягом подальших півтора десятків років корпус складався з легкоозброєних парашутно-десантних частин, оскільки була відсутня необхідна кількість спеціалізованих військово-транспортних літаків. Ці частини були здатні проводити лише обмежені за масштабах диверсійно-розвідувальні операції і підтримувати дії партизан. У 1969 році ПДВ Китаю передали вертолітний полк (з вертольотами Z-5 — копіями радянського Мі-4), а потім до ВПС почали поступати і нові військово-транспортні літаки.
Новий етап розвитку повітрянодесантних військ Китаю розпочався в 1990-ті роки, коли їх безпосередньо підпорядкували Центральній військовій раді. Бойові можливості військ значно зросли завдяки прийняттю на озброєння російських важких військово-транспортних літаків Іл-76 і середніх військово-транспортних літаків Y-8 (аналоги радянських Ан-12) власного виробництва.
У рамках реформування збройних сил КНР три повітрянодесантні дивізії НВАК в середині 1980-х років були скорочені до бригад. Але в 1990-ті роки китайське керівництво порахувало це помилкою, внаслідок чого дані з'єднання знов розгорнули до дивізій.

### Організаційно-штатна структурапдк
За станом на 2010 рік в 15-му повітрянодесантному корпусі ВПС НВАК знаходиться, за різними оцінками, від 24 до 30 тис. чоловік особового складу. Корпус (штаб в Сяогань, провінція Хубей) включає три повітрянодесантні дивізії: — 43-ю (Кайфин, провінція Хубей), 44-ту (Іншань, провінція Хубей) і 45-ту (Хуанпі, провінція Хубей). У Сяогань дислокуються частини корпусного підпорядкування — розвідувальний, інженерно-саперний і транспортний батальйони.
Крім цього, 15-ту повітрянодесантному корпусу підпорядковані військово-транспортний авіаполк з легкими військово-транспортними літаками-біпланами Y-5 (Ан-2), які використовуються для повітрянодесантної підготовки (полк дислокується на аеродромі Ухань в провінції Хубей), і вертолітний полк з транспортними вертольотами російського виробництва Мі-8 і Мі-17.
Повітрянодесантні дивізії складаються з чотирьох полків кожна — три парашутно-десантних і артилерійський.
До складу повітрянодесантних дивізій входять такі парашутно-десантні полки:
- 127-й, 128-й і 129-й — в 43-тю дивізію,
- 130-й, 131-й і 132-й — в 44-ту,
- 133-й, 134-й і 135-й — в 45-ту.

Для перевезення, посадочного і парашутного десантування ПДВ НВАК додаються військово-транспортні літаки 13-ї військово-транспортної авіадивізії (Ан-26 — Y-14 (китайський варіант Іл-76), Y-7 — копії Ан-24 і Y-8). Корпус має у своєму розпорядженні широкий комплект парашутів, включаючи багатокупольні системи, призначені для десантування бойової техніки, а також оригінальними десантними мотопарапланамі — індивідуальними літальними апаратами.
На озброєнні корпусу, окрім стрілецької зброї і піхотних протитанкових засобів, знаходяться нові бойові машини десанту ZBD2000 (WZ-506), створеними за зразком радянських БМД-2, а також артилерійські системи — 122-мм гаубиці «типу 85» (копії радянських Д-30), 107-мм 12-ствольні реактивні системи залпового вогню, 100-мм і 120-мм міномети, 105-мм безвідкатні гармати «типу 75», протитанковими ракетними комплексами HJ-8 і переносними зенітними ракетними комплексами HN-5 (копії радянських «Стріла-2М»). Вся ця техніка може десантуватися парашутним способом.
Кожен військовослужбовець, починаючи з командира корпусу і закінчуючи фахівцями тилових служб, зобов'язаний здійснювати стрибки з парашутом з борту літаків різного типу і на різну місцевість.

## Сучасний стан
На сучасний період в арміях світу існує лише 3 повітрянодесантних корпуси: 18-й пдк армії США, повітрянодесантний корпус Народно-визвольної армії Китаю Китайської народної республіки та 7-й десантно-штурмовий корпус ЗСУ

## Зовнішні джерела
- Воздушно-десантные корпуса
- 4. Воздушно-десантные корпуса РККА, принявшие участие в боях
- Десант по-китайски
- СОВЕТСКИЕ ВДВ ВО ВТОРОЙ МИРОВОЙ